# 中野区立第六中学校
中野区立第六中学校（なかのくりつ だいろく ちゅうがっこう）は、東京都中野区にあった公立の中学校。
少子化のため、2008年3月末に中野区立第十一中学校と統合し、中野区立緑野中学校となった。

## 沿革
- 1943年4月　城西国民学校創立
- 1947年3月　六三制の実施に伴い城西国民学校廃校
- 1947年5月　中野区立第六中学校に転換、開校
- 1950年3月　校旗･校歌制定
- 1997年11月　創立五十周年記念式典挙行
- 2002年4月　学校週5日制実施
- 2008年3月　閉校

## 旧所在地
東京都中野区野方3-6-17

## 卒業生
- 池田洋二